# Ondřej Trojan
Ondřej Trojan (ur. 31 grudnia 1959 w Pradze) – czeski producent, reżyser i aktor filmowy.

## Życiorys
Jego ojciec Ladislav Trojan i brat Ivan Trojan są aktorami.
Reżyser filmu pt. Żelary (na podstawie opowiadania Květy Legátovej), nominowanego w 2004 do Oscara w kategorii Najlepszy film obcojęzyczny. Film ten przyniósł Trojanowi również nominację za reżyserię do Czeskiego Lwa.